# Ninaots, Dagö
Ninaots är en udde på Dagö i västra Estland. Den ligger i Hiiu kommun i Hiiumaa (Dagö) (Dagö kommun och län), 140 km väster om huvudstaden Tallinn. 
Ninaots är den yttersta spetsen på halvön Ninametsa poolsaar. Halvön ligger vid samhället Hohenholm (estniska: Kõrgessaare) och på Dagös nordvästliga kust mot Östersjön. Utanför udden ligger en ö som benämns Ninalaid. Ninaots skiljer viken Reigi laht i nordost från Paope laht i sydväst. Terrängen inåt land är mycket platt.  Runt Ninaots är det mycket glesbefolkat, med 3 invånare per kvadratkilometer. Närmaste större samhälle är Kärrdal, 17,8 km öster om Ninaots.
Inlandsklimat råder i trakten. Årsmedeltemperaturen i trakten är 5 °C. Den varmaste månaden är augusti, då medeltemperaturen är 16 °C, och den kallaste är januari, med −4 °C.